# Wirus (film 1999)
Wirus – thriller science-fiction produkcji amerykańsko-brytyjsko-francusko-japońsko-niemieckiej z 1999 na podstawie komiksu Chucka Pfarrera pod tym samym tytułem. Reżyserem filmu jest John Bruno. Główne role grają: Jamie Lee Curtis, William Baldwin, Donald Sutherland oraz Joanna Pacuła.

## Role
| Jamie Lee Curtis          | Kit Foster             |
| William Baldwin           | Steve Baker            |
| Donald Sutherland         | Kapitan Robert Everton |
| Joanna Pacuła             | Nadia Vinogradiya      |
| Marshall Bell             | J.W. Woods Jr.         |
| Julio Oscar Mechoso       | Squeaky                |
| Sherman Augustus          | Richie Mason           |
| Cliff Curtis              | Hiko                   |
| Yuri Chervotkin           | Pułkownik Kaminski     |
| Keith Flippen             | Kapitan Lonya Rostov   |
| Olga Rzhepetskaya-Retchin | Kosmonautka            |
| Levani Outchaneichvili    | Kapitan Alexi          |
| David Eggby               | Kapitan Norfolk        |

## Opis
Załoga amerykańskiego holownika podczas szalejącego tajfunu wchodzi na pokład opustoszałego rosyjskiego statku badawczego. Jedyną żywą istotą jest Nadia. Obca forma życia przedostała się na okręt ze stacji kosmicznej Mir, opanowała systemy komputerowe statku i unicestwiła wszystkich członków załogi.